# Anisophyllea rhomboidea
Anisophyllea rhomboidea là một loài thực vật]] thuộc họ Anisophylleaceae. Loài này có ở Indonesia và Malaysia.